# Gheorghe Craioveanu
Gheorghe Craioveanu, també conegut com a Gica (Hunedoara, Romania, 14 de febrer de 1968), és un futbolista romanès, ja retirat, que ocupava la posició de davanter.

## Trajectòria
Craioveanu es va iniciar en equips inferiors del seu país, com l'Constructorul Slatina, el Metalurgistul Slatina o el Drobeta Turnu Severin. El 1990 fitxa per un gran, l'Universitatea Craiova, on romandria cinc anys. A l'equip de Craiova va destacar especialment les dues darreres campanyes, tot marcant fins a 49 gols en 61 partits. Eixes bones xifres van fer que la Reial Societat el fitxar el 1995.
A l'equip donostiarra va romandre tres anys, on va disputar força partits, però no va tenir l'encert golejador que l'avalava. El 1998 fitxa pel Vila-real CF. És la temporada de debut de l'equip groguet i Craioveanu seria un dels destacats, al marcar 13 gols en 35 partits. Tot i així, no pot evitar el descens de l'equip valencià.
És peça clau en el retorn del Vila-real a la màxima categoria, sent el davanter de referència de l'equip. Però, a la campanya 01/02 es veu relegat a la suplència: juga 16 partits i només marca un gol. A l'any següent fitxa pel Getafe CF, de Segona Divisió. Amb els madrilenys hi juga tres temporades, sent titular de nou, i col·labora en l'històric ascens de l'equip a primera divisió. El 2005, després d'una campanya en blanc, penja les botes.
Va ser 25 vegades internacional amb la selecció de futbol de Romania, i va marcar 4 gols, entre 1993 i 1999. Va formar part del combinat del seu país que va acudir al Mundial de França de 1998.
Posteriorment, Craioveanu ha aparegut en diversos mitjans de comunicació com a comentarista esportiu. També va entrar en el món de la política en presentar-se a les eleccions municipals de Getafe amb el Partit Popular.